# Kelley Armstrong
Kelley Armstrong (Sudbury, Ontario, 14 december 1968) is een Canadees schrijfster van met name horror-, misdaad- en fantasyverhalen. Ze woont in Ontario (Canada) met haar man en drie kinderen. Ze is vooral bekend als de auteur van de internationale bestsellerserie Women of the Otherworld. Daarnaast heeft ze nog twee young-adult/ fantasy-trilogieën uitgebracht, genaamd Darkest Powers en Darkness Rising. De Darkest Powers trilogie bestaat uit de boeken Bezwering (The Summoning), Ontwaken (The Awakening) en Afrekening (The Reckoning). Darkness Rising bestaat uit de boeken Samenzwering (The Gathering), Roeping (The Calling) en Verrijzing (The Rising).
- Bibsys: 14061348
- Bibliothèque nationale de France: cb15562478g (data)
- Gemeinsame Normdatei: 123603579
- International Standard Name Identifier: 0000 0001 0916 3226
- Library of Congress Control Number: n00145979
- MusicBrainz: 7ce59dff-739d-432a-b962-21319e0a3c43
- Bibliotheek van het Japanse parlement: 01043330
- Nationale Bibliotheek van Tsjechië: xx0186428
- Nationale Bibliotheek van Israël: 987007455563105171
- Nederlandse Thesaurus van Auteursnamen: 227921410
- Istituto Centrale per il Catalogo Unico: UM1V026376
- Système universitaire de documentation: 12191643X
- Virtual International Authority File: 74167381
- WorldCat: E39PBJkD6B6MV98dfmgC7BDpfq